# 徐小波 (足球运动员)
徐小波（1991年2月16日—），是一名已退役中国足球运动员，最後效力中国足球超级联赛球队重庆力帆，司职后卫。

## 俱乐部生涯
2010年，徐小波进入中国足球超级联赛球队重庆力帆的一线队名单。 但直到2011年重庆队降级到中甲联赛后，他才开始得到出场机会。2011年4月13日，他在重庆力帆主场1比2不敌沈阳东进的比赛中替补罗毅出场，上演职业生涯首秀。 5月11日，他在2011年中国足协杯第二轮的比赛中射进职业生涯首球，但最终重庆力帆在点球决战中被河南建业淘汰。 2014赛季，徐小波联赛出场14次，射进1球，跟随球队获得中甲联赛冠军并升级回到中超联赛。2015年3月8日，他在联赛首轮重庆力帆主场0比3不敌北京国安的比赛首发，首次亮相中超联赛。
2017年12月，徐小波宣佈退役。